# 斯威夫特-赫雷爾斯彗星
斯威夫特-赫雷爾斯彗星（64P/Swift–Gehrels）是一顆週期彗星，目前的軌道周期為9.23年。

## 發現史
1889年11月17日，路易斯·斯威夫特在紐約州羅徹斯特沃納天文台發現該彗星，斯威夫特形容它非常暗淡。1973年2月8日，這顆彗星失蹤後，加州帕洛瑪天文台的湯姆·赫雷爾斯重新發現該彗星，並估計亮度僅為19等。
1981 年、1991 年、2000 年、2009 年和 2018 年，天文學家都曾觀測到斯威夫特-赫雷爾斯彗星。2018年回歸最為明亮，2018年10月28日，彗星距離地球最近，為0.445個天文單位。最亮的時刻出現在8月14日，彗星亮度增加了2.7等。

## 外部連結
- 斯威夫特-赫雷爾斯彗星 at the JPL Small-Body Database
  - Close approach · Discovery · Ephemeris · Orbit diagram · Orbital elements · Physical parameters

| 週期彗星                 | 週期彗星              | 週期彗星            |
| ------------------------ | --------------------- | ------------------- |
| 前一顆彗星 威爾德1號彗星 | 斯威夫特-赫雷爾斯彗星 | 後一顆彗星 岡恩彗星 |
| 週期彗星列表             |                       |                     |